# San-Pédro (Region)
San-Pédro ist eine Verwaltungsregion der Elfenbeinküste im Distrikt Bas-Sassandra mit der Hauptstadt San-Pédro.
Laut Zensus 2014 leben in der Region 826.666 Menschen.
Die Region ist in die Départements San-Pédro und Tabou eingeteilt.